# Many Moods of the Upsetters
Many Moods of the Upsetters je četvrti album sastava The Upsetters. Izdan je 1970. godine pod etiketom Upsetter Records, a kasnije pod etiketom Economy Records. Producirao ga je Lee Scratch Perry. Žanrovski pripada reggaeu. Reizdan je 1981. pod etiketom Pama Records.
Na albumu se pojavljuju i neki drugi glazbenici: David Isaacs, Carl Dawkins i Pat Satchmo.

## Popis pjesama

### Strana A
1. "Exray Vision"
2. "Cant Take It Anymore" – David Isaacs
3. "Soul Stew"
4. "Low Light"
5. "Cloud Nine" – Carl Dawkins
6. "Beware"

### Strana B
1. "Serious Joke"
2. "Goosy" – Pat Satchmo
3. "Prove It"
4. "Boss Society" – Pat Satchmo
5. "Mean & Dangerous"
6. "Games People Play"
7. "Extra" (ne pojavljuje se na svim britanskim izdanjima Pama Economy)